# Not Accepted Anywhere
Not Accepted Anywhere è il primo album in studio del gruppo rock gallese The Automatic, pubblicato nel 2006.

## Tracce
Edizione standard
1. That's What She Said – 3:15
2. Raoul – 3:53
3. You Shout You Shout You Shout You Shout – 3:06
4. Recover – 2:52
5. Monster – 3:41
6. Lost at Home – 3:26
7. Keep Your Eyes Peeled – 3:01
8. Seriously... I Hate You Guys – 3:27
9. On the Campaign Trail – 3:01
10. Team Drama – 3:13
11. By My Side – 3:46
12. Rats – 3:39

Tracce bonus (USA 2007)
1. Gold Digger (Kanye West cover) – 3:23

Tracce bonus (Edizione speciale)
1. Song 6 – 3:28
2. Monster (Culprit 1 Remix) – 3:53

Tracce bonus (iTunes)
1. Monster (Live at Electric Ballroom) – 4:17

## Formazione
- Robin Hawkins - voce, basso
- James Frost - chitarra, cori
- Alex Pennie - sintetizzatori, tastiere, percussioni, cori
- Iwan Griffiths - batteria, percussioni